# Олшава (притока Горнаду)
Олшава (словац. Olšava) — річка в Словаччині, ліва притока Горнаду, протікає в округах Пряшів і Кошиці-околиця.
Довжина — 49.9 км, площа водозбору 340 км².
Витікає в масиві Кошицька котлина (Солоні гори) — на висоті 675 метрів. Впадають Ранковський потік; Грабовець і Трстянка.
Впадає у Горнад біля села Нижня Мишля на висоті 173.9 метра.